# Acme-gänga

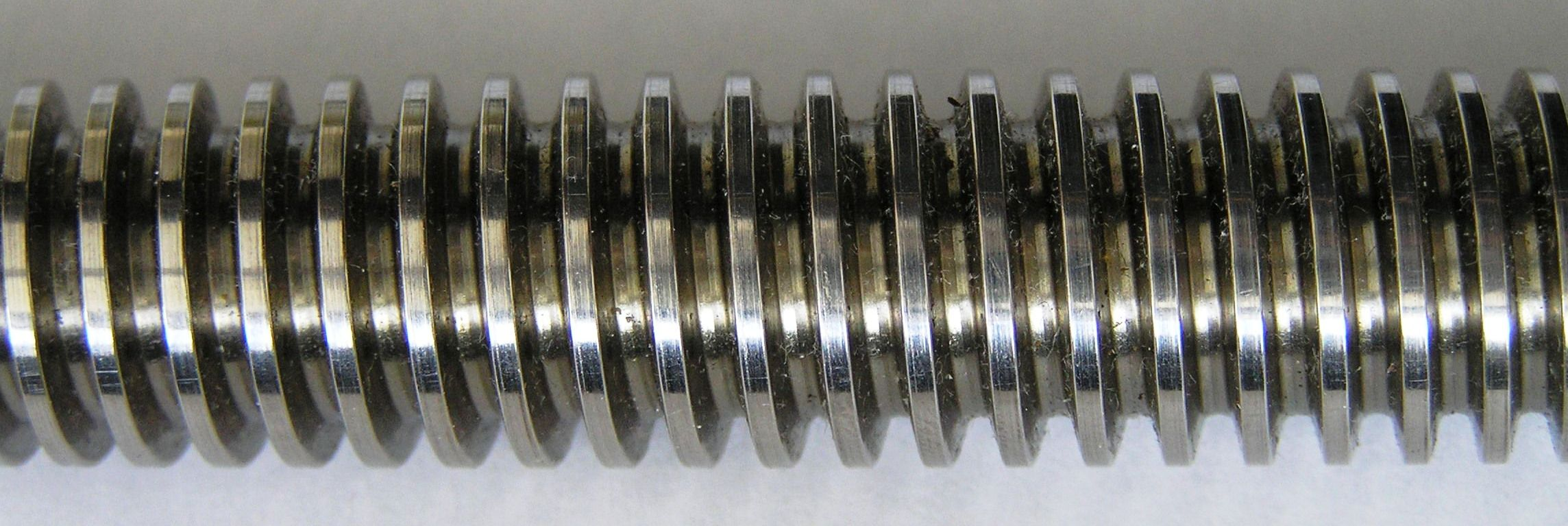
5/8-8 ACME-2C

Acme-gänga är en amerikansk trapetsgänga med mått baserade på bråkdelar av inch (25,400 mm). Den har inte samma profil som den metriska trapetsgängan med något avvikande dimensioner. Profilvinkel på ACME är 14,5 grader där metrisk trapetsgänga har 15 grader.
Acme-gängan betecknas Tr Dy ✕ s, där Dy är ytterdiametern mätt i inch, och s stigningen i antal gängor per inch.
Asme-gänga i sin tur är en amerikansk gänga, som används för finmekanik, definierad av American Society of Mechanical Engineers.